# تخم‌مرغ‌های شوم
تخم مرغ‌های شوم اثری علمی تخیلی از میخائیل بولگاکف نویسنده روس است. 
داستان در مورد دانشمندی است که به صورت اتفاقی اشعه‌ای را کشف می‌کند که به رشد سریع یاخته‌های سلولی منجر می‌شود، اما پیش از تکمیل مطالعات این دانشمند، حکومت شوروی تلاش می‌کند از این اشعه جدید برای جهش در تولید تخم‌مرغ بهره ببرد که نتیجه کار به فاجعه ختم می‌شود.
این رمان تا کنون سه بار به فارسی ترجمه شده است. 
نشر مروارید کتاب را با ترجمه پونه معتمد از روسی به فارسی منتشر کرده است.
نشر برج کتاب را با ترجمه بابک شهاب از روسی به فارسی منتشر کرده است.
و نشر پویان نیز کتاب را با ترجمه میترا فراهانی منتشر کرده است. 

## خلاصه داستان
تخم‌مرغ‌های شوم را می‌توان یک رمان علمی-تخیلی طنزآمیز توصیف کرد. شخصیت اصلی آن، ولادیمیر ایپاتیویچ پرسیکوف، یک جانورشناس مسن و متخصص دوزیستان است. داستان در مسکوی سال ۱۹۲۸ آینده آغاز می‌شود، زمانی که به نظر می‌رسد شهر بر اثرات مخرب جنگ داخلی روسیه غلبه کرده و نسبتاً شکوفا شده است. پس از یک دوره طولانی رکود، پژوهش در موسسه جانورشناسی احیا شده است.
پرسیکوف پس از ترک میکروسکوپ خود برای چند ساعت، ناگهان متوجه می‌شود که میکروسکوپِ خارج از فوکوس، پرتویی از نور قرمز تولید کرده است. آمیب‌هایی که زیر این نور قرار گرفته‌اند، سرعت تقسیم دوتایی باورنکردنی، تولیدمثل فوق‌العاده سریع و پرخاشگری غیرعادی نشان می‌دهند. آزمایش‌های بعدی با دوربین‌های بزرگ‌تر برای تولید پرتوی بزرگ‌تر، تأیید می‌کند که همین افزایش سرعت تولیدمثل برای موجودات دیگر مانند قورباغه‌ها نیز صادق است، به طوری که در عرض دو روز تکامل یافته و نسل بعدی را تولید می‌کنند.
اختراع پرسیکوف به سرعت به اطلاع روزنامه‌نگاران و نهایتاً جاسوسان خارجی و گ‌پ‌او (سرویس مخفی شوروی) می‌رسد. در همین حال، کشور تحت تأثیر یک بیماری ناشناخته در ماکیان اهلی قرار می‌گیرد که منجر به انقراض تمام مرغ‌ها در روسیه شوروی می‌شود، و این طاعون در مرزهای کشور متوقف می‌شود.
آلکساندر سمنوویچ روک، مدیر یک سوخوز (که نامش نیز جناس با عنوان رمان است، «روک» به معنای «سرنوشت»)، مجوز رسمی برای مصادره تجهیزات پرسیکوف و استفاده از اختراع او برای تلاش در جهت بازگرداندن جمعیت مرغ‌ها به سطح قبل از طاعون دریافت می‌کند. با این حال، تخم‌مرغ‌هایی که از خارج از کشور وارد می‌شوند، اشتباهاً به آزمایشگاه پرسیکوف فرستاده می‌شوند و تخم خزندگانی که برای پروفسور در نظر گرفته شده بود، به دست کشاورزان می‌رسد.
در نتیجه، روک تعداد زیادی مار، شترمرغ و تمساح بزرگ و بیش از حد پرخاشگر پرورش می‌دهد که شروع به حمله به مردم می‌کنند. در وحشتی که به دنبال آن رخ می‌دهد، پرسیکوف توسط جمعیتی خشمگین که او را مقصر ظهور مارها می‌دانند، کشته می‌شود و دوربین‌هایش خرد می‌شوند. ارتش سرخ تلاش می‌کند مارها را عقب براند، اما تنها آمدن هوای زیر صفر درجه در ماه اوت، که به عنوان یک راه‌حل ناگهانی و غیرمنتظره توصیف می‌شود، حمله مارها را متوقف می‌کند. در پیش‌نویس اولیه، رمان با صحنه تخریب کامل مسکو توسط مارها به پایان می‌رسید.